# Setge d'Urgun
El setge d'Urgun va ser un enfrontament militar que va tenir lloc durant la Guerra afganosoviètica. Entre agost de 1983 i gener de 1984, les forces mujahidines afganeses van assetjar la ciutat d'Urgun, defensada per una guarnició de tropes lleials a la República Democràtica de l'Afganistan. Els mujahidins van intentar prendre la ciutat a l'assalt mitjançant tancs, però, tot i avançar inicialment, van ser repel·lits i els mujahidins van abandonar el setge.

## Preludi
A partir del juliol de 1983, un gran nombre de combatents mujahidins van començar a concentrar-se al voltant d'Urgun. La ciutat era un objectiu polític, ja que el tot just format govern mujahidin a l'exili havia plantejat Urgun com a futura capital provisional. Els mujahidins concentrats a la vora de la ciutat pertanyien a tres parts diferents: la Unió Islàmica per a l'Alliberament de l'Afganistan d'Abdul Rasul Sayyaf, el Hezb-i Islami Khalis (HIK) de Mohammad Iunus Khalis, i el Front Nacional Islàmic de l'Afganistan (NIFA) d'Ahmed Gailani. També s'hi van afegir un cert nombre de membres de tribus paixtus, atrets per la perspectiva del saqueig. Sayyaf va aconseguir convèncer els principals comandants, com Jalaluddin Haqqani, perquè participessin en l'ofensiva. Els mujahidins pertanyien a les tribus Wazir, Jadran i Kharoti.
La guarnició de la República Democràtica de l'Afganistan estava formada per uns 900 homes de la 15a Brigada, sota les ordres del coronel Saied Rahman, complementats per algunes milícies locals; les tropes disposaven de vehicles blindats de transport BTR-40 i BTR-70 i també d'alguns T-55. 600 homes es van desplegar a la ciutat i la resta en posts avançats. Una companyia reforçada va encarregar-se de la defensa de l'aeròdrom d'Urgun, situat a l'oest de la ciutat. Un batalló es va situar en un fort conegut com a Nek Mohammed Kala, a 4 km al sud de la ciutat, i una altra companyia va ocupar un post a 14 km al nord d'Urgun, protegint la carretera principal que duu a la ciutat. Un antic fort, conegut com el Fort Octagonal, servia com a principal posició del govern, protegint la ciutat en si.

## El setge
L'agost de 1983, els mujahidins van iniciar el setge de la fortalesa Nek Mohammed Kala, però no van poder apropar-se'n ja que estava protegida per camps de mines i metralladores pesants. No obstant això, el 18 de setembre, els insurgents van poder emboscar una columna de subministrament i capturar un tanc. Aquest tanc es va utilitzar ràpidament, per obrir un camí pels camps de mines i desallotjar les metralladores abans de superar les muralles del fort. Un grup d'assalt de 65 mujahidins de 65 homes va assaltar a través de la bretxa i després, la guarnició de Nek Mohammed Kala es va rendir ràpidament. Dels 243 presoners, la majoria van ser alliberats i es va permetre als qui ho van desitjar unir-se a la resistència. Pocs dies després, els mujahidins van completar l'encerclament d'Urgun, capturant un post de seguretat en una muntanya a l'oest de la ciutat. La guarnició governamental es va veure obligada a dependre del subministrament aeri, ja que es van tallar totes les carreteres. Tanmateix, la carretera entre l'aeroport i la ciutat estava sota cobertura de metralladores mujahidins, de manera que els subministraments només es podien transportar en vehicles blindats. Per reforçar les seves defenses, el govern va dur per aire un grup d'operacions especials dirigit pel general Jamaluddin Omar, que va desplegar un batalló al sud d'Urgun.
El gener de 1984, els mujahidins van començar la segona fase del pla, un assalt directe a Urgun. El pla preveia un atac dirigit pel tanc capturat des del sud, juntament amb un atac concertat des del nord, dirigit per un altre tanc, i la retransmissió del so de motors de tanc des del sud-est, per enganyar els defensors sobre la direcció de l'assalt principal. Després d'una preparació d'artilleria, va començar l'atac des del sud, amb èxit inicial. El tanc va travessar els camps de mines que protegien Urgun, destruint metralladores durant el seu avenç, seguit d'un grup d'assalt que va superar les posicions del batalló que defensava el sud de la ciutat. Els soldats governamentals que van evadir la captura van retirar-se cap al fort octogonal, on estava el general Jamaluddin Omar. Tot i això, l'atac des del nord no es va iniciar mai, ja que el segon tanc s'havia quedat encallat a la sorra. Els mujahidins que havien entrat a Urgun aviat van començar a quedar-se sense munició i un dels tripulants del tanc va morir. El tanc va ser enviat a la rereguarda per buscar municions, però alguns mujahidins van interpretar-ho com un senyal per retirar-se; en aquesta situació, la guarnició va aconseguir contraatacar i expulsar els mujahidins de la ciutat. Al matí, els avions soviètics i afganesos bombardejaren de forma implacable els mujahidins que havien quedat massa exposats, obligant-los a retirar-se cap a les muntanyes.
El 16 de gener, una columna de l'exèrcit afganès va arribar a Urgun i va aixecar el setge.

## Conseqüències
L'atac contra Urgun formava part d'una ofensiva general dels mujahidins a l'est de l'Afganistan. Un atac simultani contra Khost també va fracassar, però els insurgents van aconseguir capturar Jaji. Els mujahidins al Pakistan havien rebut noves armes i, per tant, els insurgents van mostrar una nova confiança en la realització d'operacions a gran escala amb diferents faccions. Tot i això, continuaven aclaparats per les divisions internes. A la tardor de 1983, dues tripulacions de tancs van desertar de la guarnició d'Urgun amb els seus T-55, però les disputes per la propietat dels tancs entre la NIFA i el HIK van impedir que fossin emprats en la batalla.
Segons Olivier Roy, els combats al voltant d'Urgun continuaven mostrant els senyals típics de la tradicional guerra tribal de l'Afganistan. Va prendre la forma d'un ràpid esclat de violència, que es va produir en el període posterior a les collites i que continuà durant l'hivern. Es caracteritzava per una manca d'estratègia i l'objectiu immediat era la captura de botí. Per als mujahidins que custodiaven la carretera a Urgun, hi havia força possibilitats que se'ls negués la seva part del saqueig, a favor dels participants en l'assalt directe de la ciutat. Així, van abandonar ràpidament les posicions, cosa que explica per què les forces governamentals no van tenir gaire dificultats per trencar el setge.